# Igreja de Santa Maria Maior (Vélez-Málaga)
A Igreja de Santa Maria Maior (em castelhano:  Iglesia de Santa María la Mayor), também conhecida como Igreja de Santa Maria da Encarnação (em castelhano:  Iglesia de Santa María de la Encarnación), é um templo católico situado no centro histórico de Vélez-Málaga, na província de Málaga, Espanha. Foi levantada sobre os restos de uma antiga mesquita aljama no final do século XV. Em seu interior encontra-se um painel renascentista situado no altar maior. Atualmente, o Museu da Semana Santa de Vélez-Málaga encontra-se nesta igreja.
Construída em 1487, a igreja era o templo principal do capacete histórico da cidade. Apresenta características do estilo mudéjar e gótico, próprios da época de construção. Tem uma planta basilical de três naves, separadas por pilares com arcos apontados, e um abside em forma de capela cúbica. O teto apresenta um elaborado artesoado de madeira.
O claustro tem arcos de médio ponto e a torre do campanario é quadrada e realizada com tijolos vista, por isso se acredita que deva ser um antigo minarete da mesquita onde construiu a igreja.